# Ostheim (Francja)
Ostheim – miejscowość i gmina we Francji, w regionie Grand Est, w departamencie Górny Ren.
Według danych na rok 1990 gminę zamieszkiwało 1335 osób, 164 os./km².